# Christian Eugen-Olsen
Christian Eugen-Olsen (født 22. marts 1941 på Frederiksberg) er en dansk forhenværende officer og hofembedsmand.
Chr. Eugen-Olsen voksede op på Frederiksberg, og er søn af landsretssagfører Eugen Olsen og Ida Marie (født Knipschildt) og barnebarn af filmmanden Ole Olsen. Eugen-Olsen er gift med Birgitte Eugen-Olsen (født Mauritzen), og sammen har de to børn.

## Historie
Fra 1990 til 2012 var han Dronning Margrethe 2.s ceremonimester. Han er kammerherre og oberstløjtnant i Den Kongelige Livgarde. Ceremonimesteren er ansvarlig for modtagelser af ambassadører og fremmede statsoverhoveder, for officielle festligheder, regentparrets rejser til udlandet og sommertogter rundt i Danmark med Kongeskibet Dannebrog. Han er hofmarskallens stedfortræder.
Eugen-Olsen har arrangeret regentparrets statsbesøg i USA og Canada i 1991, Tyskland i 1994, Sydafrika i 1996, England og Skotland i 2000 og Thailand i 2001, samt de officielle besøg af Norges kongepar i 1991, det japanske kejserpar i 1998, Sydafrikas præsident Nelson Mandela i 1999 og den tyske forbundspræsident Johannes Rau i 2002. Han har stået for Prins Joachim og prinsesse Alexandras bryllup i 1995, Dronning Margrethes regeringsjubilæum i 1997, Dronningens 60 års fødselsdag i 2000 og dronning Ingrids begravelse samme år og Kronprins Frederiks bryllup i 2004 med Mary Donaldson.
Han er formand for flere fonde, bl.a. Garderhøjfonden og Rytmisk Musikkonservatoriums Venner og medlem af bestyrelserne for plejehjemmet Holmegårdsparken, Radio Uptown og Fredningsrådet. I fritiden er han bl.a. jazzmusiker, og også medlem af Studenter-Sangforeningen. Han er desuden formand for Soransk Samfund, en forening for tidligere elever på Sorø Akademis Skole (han tog realeksamen i Sorø i 1958).
Christian Eugen-Olsen blev i 1995 af kulturminister Jytte Hilden udpeget til formand for Statens Kunstfonds tonekunstudvalg. Jytte Hilden havde lanceret en del overraskelser i sine udpegelser under overskriften "Nye boller på suppen i Statens Kunstfond". Det vakte debat, da posten normalt besættes af en professionel musiker. Eugen-Olsens kvalifikation var som amatørjazzmusiker. Loven kræver at to af de tre medlemmer skal kunne læse partiturer. Repræsentantskabet for Statens Kunstfond underkendte hans udnævnelse, fordi han bl.a. ikke kunne læse noder. Han trak sig derefter tilbage. Som følge heraf blev tonekunstudvalget senere opdelt i to, for klassisk og for rytmisk musik.

## Ordener og medaljer
- Kommandør af 1. grad af Dannebrogordenen
- Dannebrogordenens Hæderstegn (14. oktober 2012)
- Erindringsmedaillen i anledning af Hans Kongelige Højhed Prinsgemalens 75 års fødselsdag
- Erindringsmedaillen i anledning af Hendes Majestæt Dronning Margrethe II's 25 års regeringsjubilæum
- Erindringsmedaillen i anledning af Hendes Majestæt Dronning Margrethes og Hans Kongelige Højhed Prins Henriks sølvbryllup den 10. juni 1992
- Kong Frederik den IX.s mindemedalje
- Dronning Ingrids Mindemedaille
- Hæderstegnet for god tjeneste ved hæren
- Adolph af Nassaus civile og militære Fortjenstorden
- Aztekiske Ørns Orden (Aguila Azteca)
- Trestjerneordenen
- Den Hellige Skats Orden (Zui ho sho)
- Den islandske Falkeorden
- Finlands Løves Orden
- Forbundsrepublikken Tysklands Fortjenstorden
- Fortjenstordenen
- Hvide Elefants Orden (Moha Wara Bohru)
- Hvide Roses Orden
- Infante Don Henriqués Orden
- Kgl. Norske Fortjenstorden
- Kroneorden
- Nordstjerneordenen
- Phønix Ordenen
- Rio Branco Ordenen
- Stara Planina Ordenen
- Stjerne Ordenen
- Storfyrst Gediminas' Orden
- Sydkorsorden
- Uafhængighedsorden
- Victoria Ordenen